# 6e cérémonie des Africa Movie Academy Awards
La 6e cérémonie des Africa Movie Academy Awards s'est tenue le 10 avril 2010 au Gloryland Cultural Center à Yenagoa, dans l'État de Bayelsa, au Nigeria, pour honorer les meilleurs films africains de 2009,. Les nommés ont été annoncés le 6 mars 2010 au Mensvic Grand Hôtel à Accra, au Ghana, lors d'un événement auquel ont participé des délégués du Nigeria, des hauts responsables du gouvernement du Ghana et des célébrités africaines.
Les stars d'Hollywood, Glynn Turman et CCH Pounder étaient les invités spéciaux d'Hollywood. Environ 280 films de 32 pays africains ont été nommés pour les prix.

## Gagnants

### Récompenses majeures
Les lauréats des 24 catégories de prix sont répertoriés en premier et mis en évidence en caractères gras.
| Meilleure image | Meilleur réalisateur |
| --- | --- |
| - La Figurine (Nigéria) - Les saisons d'une vie (Malawi) - Le locataire (Nigéria) - L'image parfaite (Ghana) - Je chante un puits (Ghana)                                                                      | - Shirley Frimpong-Manso - L'image parfaite - Shemu Joyah – Les saisons d'une vie - Kunle Afolayan – La Figurine - Leila Jewel Djansi - Je chante un puits - Jude Idada et Lucky Ejim - Le locataire |
| Meilleure actrice dans un rôle principal | Meilleur acteur dans un rôle principal |
| - Jackie Appiah & Lydia Forson - L'image parfaite - Bimbo Akintola – La liberté dans les chaînes - Stéphanie Okereke – Nnenda - Flora Suya – Saison d'une vie - Akofa Edjeani Asiedu – Je chante un puits      | - Ramsey Nouah – La Figurine - Lucky Ejim - Le locataire - Majid Michel – Le péché d'une âme - Sadiq Abu – Diaspora des âmes - John Osie Tutu Agyeman - Je chante un puits                           |
| Meilleure actrice dans un second rôle | Meilleur acteur dans un second rôle |
| - Tapiwa Gwaza – Les saisons d'une vie - Doris Sakitey - Une piqûre dans un conte - Funlola Aoifeyebi-Raimi – La Figurine - Yvonne Nelson – Cœur d'homme                                                       | - Adjetey Anang - L'image parfaite - Godwin Kotey - Je chante un puits - Francis Duru – Nnenda - Yemi Blaq – Hypertension artérielle                                                                 |
| Actrice la plus prometteuse | Acteur le plus prometteur |
| - Chelsea Eze – Scandales silencieux - Rehema Nanfuka co-lauréate – Imani - Martha Kisaka - Ensemble suprême ** Martha Ankomah - Les péchés de l'âme - Ashionye Michelle Ugboh - Balade dans la jungle         | - Wilson Maina – Ensemble suprême - Wole Ojo - L'enfant - John Dumelo – Le cœur des hommes - Pethro Tumba Mbole – Un jeu de ma vie - Sunny Chikezie - Les Lys du Ghetto                              |
| Meilleure animation | Meilleur film en langue africaine |
| - Chaussure Hanayns (Égypte) - Aventure d'Alayo (Nigeria) - Zoodo – (Burkina Faso) - Paroles – (Algérie) - Un pas d'amour (Algérie)                                                                            | - Imani – (Ouganda) - Omo Iya Kan – (Nigéria) - Aldeweden – (Éthiopie) - Ensemble suprême – (Kenya) - Jeu de ma vie – (Afrique du Sud)                                                               |
| Meilleur enfant acteur | Meilleur scénario |
| - Teddy Onyago et Bill Oloo - Ensemble suprême - Tobi Oboli – La Figurine - Feyisola Ewulomi – Champions de notre temps - Treasure Obasi – Champions de notre temps - Mfanafuthi Magudulela – Le jeu de ma vie | - Je chante un puits - Saison d'une vie - Le locataire - La liberté enchaînée - Péchés mignons |

### Récompenses supplémentaires
| Meilleur documentaire | Meilleur court métrage |
| --- | --- |
| - Bariga Boys (Nigéria) - Mwamba Ngoma (Tanzanie) - Peace Wanted Alive (Kenya) - En quête d'identité (Burkina Faso) - Innover pour l'Afrique (Nigeria)                     | - The Abyss Boys – (Afrique du Sud) - Mahala – (Mozambique) - Le Peintre – (Ouganda) - Suara La – (Nigéria) - La caméra (Nigéria) |
| Réalisation AMAA dans le son | Réalisation AMAA en édition |
| - Je chante un puits - Le locataire - Saison d'une vie - Image parfaite - Diaspora de l'âme                                                                                | - L'enfant - Saison d'une vie - Image parfaite - Cœur d'hommes - Lys du ghetto                                                    |
| Réalisation AMAA en direction artistique | Réalisation AMAA en cinématographie                                                                                               |
| - Peul - Je chante un puits - L'enfant - La figurine - Imani | - La figurine - L'image parfaite - je chante un puits - L'enfant - Le locataire                                                   |
| Réalisation AMAA en maquillage | Réalisation AMAA en costume |
| - L'enfant - Je chante un puits - Cœur d'hommes - Le roi est à moi - Peul                                                                                                  | - Je chante un puits - Image parfaite - La mariée du prince - L'enfant - Lys du ghetto                                            |
| Meilleure bande originale | Réalisation AMAA en effet visuel                                                                                                  |
| - Une piqûre dans un conte - Les saisons d'une vie - Imani - L'enfant - La figurine                                                                                        | - La figurine - L'enfant - Une piqûre dans un conte - Peul - Cœur d'hommes                                                        |
| Heart of Africa (Ce prix est décerné au meilleur film au Nigeria) | Meilleur film d'un cinéaste africain de la diaspora                                                                               |
| - La Figurine – Kunle Afolayan - Nnenda – Izu Ojukwu - Liberté dans la chaîne - Bond Emeruwa et Fred Amata - L'enfant - Izu Ojukwu - Hypertension artérielle – Teco Benson | - Diaspora de l'âme - Principe du gombo - Chine Wahala - Croquer                                                                  |

## Voir également
CNN – Inside Africa – La cérémonie des African Movie Academy Awards, avril 2010